# Dietrich Haugk
Dietrich Haugk (* 12. Mai 1925 in Ellrich; † 28. Juni 2015 in Hamburg) war ein deutscher Regisseur, Schauspieler, Drehbuchautor, Hörspiel- und Synchronsprecher.

## Leben
Nach dem Abitur absolvierte Dietrich Haugk zunächst eine Schauspielausbildung bei Karl Bock in Bielefeld, die er 1943 in Berlin abschloss. Nach der Einberufung zum Kriegsdienst arbeitete er als Sprecher beim Großdeutschen Rundfunk. Auch nach Kriegsende behielt er seine Arbeit beim Rundfunk bei und arbeitete als Regisseur und Sprecher unter anderem beim Berliner Rundfunk, Radio Bremen und dem NWDR Hamburg, während er in Berlin Zahnmedizin studierte.
1946 debütierte er zudem als Oswald in Ibsens Gespenster in Bielefeld als Theaterschauspieler, wo er auch sein erstes Bühnenengagement erhielt. Neben der Arbeit als Schauspieler war er dabei auch als Regieassistent tätig.
1949 wechselte Haugk an die Junge Bühne Hamburg. Dort gab er mit einer Inszenierung von Heinz Coubiers Aimée oder Der gesunde Menschenverstand sein Debüt als Bühnenregisseur. In den Folgejahren arbeitete er als Spielleiter an verschiedenen deutschsprachigen Bühnen, unter anderem in Bielefeld, Hamburg, Berlin, Basel, als Schauspieldirektor in Stuttgart (1957–1960) sowie als Gastregisseur in Zürich, Wuppertal und Bochum. Haugk inszenierte dabei ebenso Klassiker wie leichte Komödien.
Im Jahre 1960 beendete er seine umfangreiche Tätigkeit als Hörspielsprecher. Ab diesem Zeitpunkt arbeitete er dann intensiv als Regisseur für Film- und Fernsehproduktionen. Er inszenierte hier leichte Komödien wie Agatha, laß das Morden sein! und die Serie Adrian, der Tulpendieb (mit Heinz Reincke), aber auch Klassikverfilmungen wie Lessings Minna von Barnhelm (unter dem Filmtitel Heldinnen) und Molières George Dandin, die Familienserie Harry & Sunny mit Harald Juhnke und sozial- und gesellschaftskritische Dramen wie Die Asche des Siegers. Für den politisch-gesellschaftskritischen Fernsehfilm Ich war Schlemihl … über zwei Mitläufer im Deutschland des 20. Jahrhunderts wurde er mit dem Adolf-Grimme-Preis ausgezeichnet.
Darüber hinaus drehte Haugk zahlreiche Episoden für Fernsehserien und -reihen wie Der Kommissar, Tatort, Derrick, Der Alte, Sonderdezernat K1, Die Männer vom K3, Siska und Praxis Bülowbogen. Außerdem war er in den Folgen Der Alte – Ein ehrenwerter Mann, Derrick – Gesicht hinter der Scheibe sowie dem Fernsehfilm Radiofieber auch als Darsteller zu sehen. Zudem leitete er die Hochschule für Musik und darstellende Kunst Mozarteum in Salzburg.
Des Weiteren war Dietrich Haugk umfangreich in der Filmsynchronisation tätig und lieh seine Stimme international bekannten Schauspielern wie Dirk Bogarde (Sekunden der Verzweiflung), Montgomery Clift (Verdammt in alle Ewigkeit), Denholm Elliott (Das Herz aller Dinge), Vittorio Gassman (Giuliano – Der Rebell von Sizilien), Gérard Philipe (unter anderem Fanfan, der Husar und  Teufel im Leib), Donald Pleasence (Ins Paradies verbannt) und Jean-Louis Trintignant (Und immer lockt das Weib).
Dietrich Haugk war in erster Ehe mit der Schauspielerin Suzanne Lyncker und in zweiter Ehe mit der Schauspielerin und Sängerin Johanna von Koczian verheiratet. In dritter Ehe war er mit der Schauspielerin und ORF-Mitarbeiterin Signe Seidel verheiratet, in vierter Ehe mit der Burgschauspielerin Sylvia Lukan. Aus erster Ehe stammt ein Sohn, aus letzter Ehe eine Tochter und ein Sohn.

## Filmografie (Auswahl)
- 1960: Lampenfieber (Regieassistent)
- 1960: Heldinnen
- 1960: Agatha, laß das Morden sein! (auch Mitarbeit am Drehbuch)
- 1963: Amphitryon 38
- 1964: Georges Dandin
- 1964: Erzähl mir nichts
- 1966: Adrian, der Tulpendieb
- 1966: Der Richter von London (Drehbuch Tankred Dorst)
- 1966: Ich war Schlemihl…
- 1968: Was ihr wollt (nach William Shakespeare)
- 1969: Asche des Sieges (nach Georges Conchon)
- 1969: Der Kommissar: Schrei vor dem Fenster
- 1969: Der Kommissar: Das Ungeheuer
- 1970: Der Kommissar: Der Mord an Frau Klett
- 1970: Der Kommissar: Drei Tote reisen nach Wien
- 1971: Der Kommissar: „Als die Blumen Trauer trugen“
- 1972: Der Kommissar: Schwester Ignatia
- 1972: Der Kommissar: Überlegungen eines Mörders
- 1973: Wienerinnen
- 1973: Der Sieger von Tambo
- 1974: Derrick: Waldweg
- 1975: Derrick: Pfandhaus
- 1975: Derrick: Tod der Kolibris
- 1976: Der Kommissar: Der Held des Tages
- 1976: Derrick: Der Mann aus Portofino
- 1977: Der Alte: Lohngeld
- 1978: Der Alte: Ein unkomplizierter Fall
- 1979: Derrick: Karo As
- 1979: Tatort – Der King
- 1980: Der Alte: Der Detektiv
- 1980: Derrick: Dem Mörder eine Kerze
- 1981: Der Alte: Urlaub aus dem Knast
- 1982: Sonderdezernat K1: Mord um zwei Ecken
- 1982: Sonderdezernat K1: Tödlicher Ladenschluss
- 1983: Der Alte: Spuren eines Unsichtbaren
- 1984: Tod eines Schaustellers
- 1984: Der Alte: Brennweite Tausend
- 1985: Der Alte: Flüstermord
- 1985: Derrick: Lange Nacht für Derrick
- 1985: Der Alte: Der Leibwächter
- 1986: Der Alte: Gigolo ist tot
- 1986: Der Alte: Floßfahrt ins Jenseits
- 1986: Tatort – Tod auf Eis
- 1987: Der Alte: Wie das Leben so spielt
- 1987: Derrick: Nachtstreife
- 1988: Die Männer vom K3: Schützenfest
- 1989: Radiofieber (Vierteiler)
- 1993: Harry & Sunny (Serie)
- 1993: Die Elefantenbraut (Zweiteiler)
- 1994: Derrick: Gesicht hinter der Scheibe
- 1995: Derrick: Anruf aus Wien
- 1995: Derrick: Kostloffs Thema
- 1995: Der Alte: Die Verlorenen
- 1996: Der Alte: Der Lebensretter
- 1997: Derrick: Fundsache Anja
- 1997: Der Alte: Ein ehrenwerter Mann
- 1997: Derrick: Der Mord, der ein Irrtum war
- 1997: Der Alte: Das ist mein Mord
- 1998: Derrick: Die Tochter des Mörders
- 1998: Der Alte: Plötzlich kam der Tod
- 1998: Der Alte: Der Mann, der sich Bob nannte
- 1998: Derrick: Das Abschiedsgeschenk
- 1999: Siska: Der Zeuge
- 2000: Lebenslügen
- 2004: Eine zweimalige Frau

## Synchronarbeiten
- 1953: Kenneth More als Robert Claverhouse in Die feurige Isabella

## Hörspiele

### Autor
- 1947: Feature: Von der Überwindung des Nichts: Hölderlin – Regie: Günter Siebert

### Regie
- 1947: Fjodor Michailowitsch Dostojewski: Der Mann unterm Bett (auch Bearbeitung)
- 1947: Robert Louis Stevenson: Das Experiment des Dr. Jekyll. Vorlage: Der seltsame Fall des Dr. Jekyll und Mr. Hyde (Erzählung)
- 1948: Herta Beuss: Die Überfahrt
- 1960: Jean Anouilh: Die Probe oder Die bestrafte Liebe

### Sprecher
- 1947: Heinrich von Kleist: Der zerbrochene Krug – Regie: Günter Siebert
- 1947: Max Gundermann: Die Szene: Durchgefallene Klassiker – Regie: Paul Henn
- 1947: Max Gundermann: Die Meerschweinchen – Regie: Paul Henn
- 1948: Stefan Zweig: Buchmendel – Regie: Günter Siebert
- 1949: Horst-Günther Patzke: Sternschnuppen (2. Reporter) – Regie: Gustav Burmester
- 1949: Karl H. Meyer: Mitternachtsalibi (Funkreporter) – Regie: Fritz Schröder-Jahn
- 1950: Curt Goetz-Pflug: ... lasset alle Hoffnung zurück! Ein Hörspiel aus dem Leben der Bergarbeiter von Aue (Grunert) – Regie: Curt Goetz-Pflug
- 1950: Hans Christian Branner: Das Hörspiel des Auslands: Hundert Kronen (Illusion). übersetzt aus dem Dänischen (Schriftsteller) – Bearbeitung und Regie: Kurt Reiss
- 1950: Theodor Plievier: Die Ballade vom Frieden. Eine Funkdichtung – Regie: Otto Kurth
- 1951: Dieter Rohkohl: Bummel durch den Februar – Regie: Curt Becker
- 1951: Günter Rutenborn: Die Berufung (Nikolai) – Regie: Gustav Burmester
- 1951: Günter Eich: Träume (Ansager/5. Traum) – Regie: Fritz Schröder-Jahn
- 1951: Dieter Rohkohl: Bummel durch den April – Regie: Curt Becker
- 1951: Franz Taut: Die Nacht vor der Corrida (Manolito Tortosa) – Regie: Fritz Schröder-Jahn
- 1951: Dieter Rohkohl: Bummel durch den Mai – Regie: Curt Becker
- 1951: Herbert Dührkopp: Der Teufel fährt im D-Zug mit (Reporter) – Regie: Fritz Schröder-Jahn
- 1951: Gerd Nickstadt, Hans-Dieter Bove: Das Geheimnis der Yosemite-Indianer (Erster Reporter) – Regie: Kurt Reiss
- 1951: Dieter Rohkohl: Bummel durch den Juni – Regie: Hans Rosenhauer
- 1951: Robert Louis Stevenson: Die Tür des Sire de Maletroit (Erzähler) – Regie: Hans Rosenhauer
- 1951: Herbert Reinecker: Abteilung für Notwohnungen (Curt Hamann) – Regie: Gustav Burmester
- 1951: Heinz Gartmann: Der Weg zum Weltraumschiff. Hörfolge über die Entwicklung der Raketen – Regie: Fritz Schröder-Jahn
- 1951: Dieter Rohkohl: Herr Ohnix sucht seinen Mörder (Sprecher) – Regie: Hans Rosenhauer
- 1951: Dieter Rohkohl: Bummel durch den Juli – Regie: S. O. Wagner
- 1951: Kurt Bortfeldt: Gefährlicher Auftrag (Alfons) – Regie: Fritz Schröder-Jahn
- 1951: Dieter Rohkohl: Bummel durch den September – Regie: Hans Rosenhauer
- 1951: Johannes D. Peters: Zwei Welten – Regie: Hans Rosenhauer
- 1951: Dieter Rohkohl: Bummel durch den Oktober – Regie: Hans Rosenhauer
- 1951: Herman Melville: Redburn – Regie: Wolfgang Schwade
- 1952: Leck Fischer: Die ewige Bürde (Sprecher) – Regie: Gustav Burmester
- 1952: Hans Drahn: Das dunkle Element (1. Sprecher) – Regie: Detlof Krüger
- 1952: Hans Rothe: Verwehte Spuren (1. Redakteur) – Regie: Gerd Fricke
- 1952: Otto Heinz Jahn: Die große Masche (Banz, Mannschaft der Rasenfreunde) – Regie: Fritz Schröder-Jahn
- 1952: Georg Alexander Tichatschek: Dokumentarhörspiel: Es war kein Traum (Zweiter Sprecher) – Regie: Fritz Schröder-Jahn
- 1952: Emanuel Litvinoff: Der Doppelkopf von Trum (Ambel, König von Trum) – Regie: Kurt Reiss
- 1952: Dieter Rohkohl: Bummel durch den März – Regie: Hans Rosenhauer
- 1952: Alfred Prugel: Aus dem Leben eines Arztes. Der Chirurg Ferdinand Sauerbruch erzählt (Der Sprecher) – Regie: Fritz Schröder-Jahn
- 1952: Franz Joseph Pootmann: Pfandschein 1313 (Lüders) – Regie: Hans Rosenhauer
- 1952: Herbert Reinecker: Gerlach präsentiert die Rechnung (Gerlach) – Regie: Curt Goetz-Pflug
- 1952: Ernst Buchholz: Das Gericht zieht sich zur Beratung zurück (Folge: Tumult beim Fußball) (Schulze) – Regie: Gerd Fricke
- 1952: Wolfgang Hildesheimer: Das Ende kommt nie (Roehrich) – Regie: Gert Westphal
- 1952: N. N.: Saison 1856/57. Ein Zeitspiel (Paul, Buchhändler) – Regie: Kurt Reiss
- 1952: Wilhelm Backhaus: Brasilianisches Allegro (1. Zitatsprecher) – Regie: Hans Rosenhauer
- 1952: Harald Vock: Klasse 2b – zehn Jahre später (Stehr) – Regie: Fritz Schröder-Jahn
- 1952: Thornton Wilder: Die Brücke von San Luis Rey (Esteban) – Regie: Gert Westphal
- 1952: Jens Peter Jacobsen: Der Schuß im Nebel (Nils) – Regie: Fritz Schröder-Jahn
- 1953: Théophile Gautier: Eine Träne des Teufels. Hörspiel nach einem Mysterium (Asmodeus) – Regie: Helmut Käutner
- 1953: Herbert Wendt: Das Schiff der Verdammten (Steller) – Regie: Oswald Döpke
- 1953: Albert Vidalie: Ein Meister – Bearbeitung und Regie: Kurt Reiss
- 1953: Gerd Oelschlegel: Romeo und Julia 1953 (Romeo und Julia in Berlin) (Karl) – Regie: Gustav Burmester
- 1953: William Saroyan: Menschliche Komödie (3. und 5. Teil) (Dick) – Regie: Hans Rosenhauer
- 1954: Thomas Mann: Königliche Hoheit (2 Teile) (Klaus Heinrich, Königliche Hoheit) – Regie: Ulrich Lauterbach
- 1954: Werner Helwig: Die Stiefsöhne der schönen Helena (Sprecher) – Regie: Irmfried Wilimzig
- 1954: Alfred Andersch: Feature: Des weißen Mannes Bürde. Indochinesische Bruchstücke (Servan, Schreiber) – Regie: Hans Rosenhauer
- 1954: Erich Kuby, Gerhart Pohl: Der Sonderzug. Ein Hörspiel aus Schlesiens Schicksalstagen (Kameramann) – Regie: Kurt Reiss
- 1954: Michael Prawdin: Ein Leben für Götter. Ein Szenarium von Menschen zwischen Gegenwart und Zukunft – Regie: Oswald Döpke
- 1954: Dylan Thomas: Unter dem Milchwald (2. Stimme) – Regie: Fritz Schröder-Jahn
- 1955: Günter Eich: Träume (Ansager/5. Traum) – Regie: Fritz Schröder-Jahn
- 1955: Alix du Frênes: Schiffchen zu hundert Francs oder Der Admiral (Maurice) – Regie: Ulrich Lauterbach
- 1955: Simon Glas: Der letzte Tag (Chronist) – Regie: Hans Rosenhauer
- 1955: Kjeld Abell: Aufstand des Gewissens (Eine Trilogie): Anna Sophie Hedwig. Die Freiheit im Handeln (John, Sohn des Hauses) – Regie: Ulrich Lauterbach
- 1957: Lydia Binder: Bimmel-Bolle (Erzähler) – Regie: Erich Köhler
- 1958: Willy Purucker: Littledop wartet (Boby Harper) – Regie: Curt Goetz-Pflug
- 1959: Herbert Tjadens: Xanthippe. Eine Funk-Komödie (Alkibiades) – Regie: Otto Kurth